# Armando Moreno (Musiker)
Armando Moreno (Armando Bassi; * 29. Mai 1921; † 8. Oktober 1990 in Bogotá, Kolumbien) war ein argentinischer Tangosänger.

## Leben
Moreno begann seine Laufbahn im Alter von 18 Jahren als Nachfolger des Sängers Roberto Flores im Orchester von Enrique Rodríguez. Er debütierte mit diesem bei Radio Belgrano und nahm im Folgejahr die ersten Titel auf. 1940 entstanden 17 Aufnahmen mit Moreno, der wegen seines jugendlichen Aussehens Niño Moreno genannt wurde. 1946 schloss er sich mit dem Bandoneonisten Roberto Garza zusammen und begann als Solosänger aufzutreten.
Als sich 1948 Héctor Pacheco von Alfredo Attadías Orchester trennte, engagierte dieser ihn als zweiten Sänger neben Jorge Beiró. Mit diesem Orchester nahm Moreno beim Label Pathe auf. 1950 wechselte er zu Domingo Federicos Orchester, dessen zweiter Sänger Enzo Valentino war. Im Jahr darauf kehrte er als Nachfolger von Roberto Videla zu Rodríguez zurück, mit dem er beim Label Victor 17 Tangos aufnahm.
Zum dritten Mal arbeitete er mit Rodríguez ab 1958 zusammen. An der Seite von Omar Quiroz und Oscar Corvalán hatte er nochmals großen Erfolg mit den Corridos Adelita und Señorita Luna. Bis 1965 tourte er mit Rodríguez durch verschiedene Länder Südamerikas. Danach hatte er noch gelegentliche Auftritte in Buenos Aires und anderen Städten Argentiniens. Schließlich ließ er sich in Bogotá nieder, wo er im Alter von 69 Jahren unerwartet an den Folgen einer Lungenentzündung starb.

## Aufnahmen
- Ay Catalina
- No te quiero más
- Amor en Budapest
- María (Polka von Will Grosz, Text von Enrique Cadícamo)
- Araca corazón
- El Yacaré
- Las cuarenta
- Ronda sentimental (von Domingo Federico)
- Percal
- En la buena y en la mala
- Tristezas de la calle Corrientes
- A bailar
- Otario que andás penando